# Екабсонс, Гиртс
Гиртс Екабсонс (латыш. Ģirts Jēkabsons, род. 3 сентября 1991 в Риге) — латвийский фигурист, выступающий в одиночном разряде, участник чемпионата мира 2010.

## Биография
В настоящее время Гиртс Екабсонс является студентом, проживает в городе Юрмала. Тренируется у Евгения и Галины Лутковых в Швеции (в разгар сезона — по 30 часов в неделю в Гётеборге, в несезонное время — по 30 часов в неделю в городах Саффле и Катринхольм). Гиртс Екабсонс увлекается танцами, баскетболом и катанием на мотоциклах.

## Карьера
В 1995 году Екабсонс вступил в клуб «Isdala FSC». Впервые на национальном чемпионате участвовал в сезоне 2008/2009, на уровне «юниор» (ему было автоматически присуждено первое место как единственному заявленному участнику). В следующем сезоне Екабсонс стал вторым на взрослом национальном чемпионате и получил право участвовать на чемпионатах Европы и мира. На европейском первенстве в Таллине в короткой программе он стартовал под восьмым номером. Екабсонс упал на первом же прыжке, не сумев исполнить запланированный каскад. Далее были допущены и другие погрешности, оценка за технику составила всего 15,32 балла. Латвиец финишировал лишь на 35-й строчке с общим результатом 32,67 балла, не отобравшись в произвольную программу.
На мировом чемпионате в Турине Екабсонс, также стартовав под номером 8, допустил два падения в короткой программе. Очки за технику составили 16,74, а за компоненты — 17,05. Фигурист завершил соревнование на последней — 46-й строчке, не отобравшись в произвольную программу.
В сезоне 2010/2011 музыкой для короткой программы Екабсонса был саундтрек к фильму «Список Шиндлера». В произвольной программе он катался под «Маленькое танго» Нива Харамати и Петр Дранго.
Последним на текущий момент крупным состязанием, на котором Екабсонс принимал участие, является чемпионат Северных стран 2012 года, на котором латвиец финишировал 10-м с общей суммой 94,88.

## Спортивные достижения
| Чемпионаты Европы         |   | 35   |    |    |
| Чемпионаты мира           |   | 46   |    |    |
| Чемпионаты Латвии         | 1 | 1    | 1  | 1  |
| Турнир «Merano Cup»       |   |      | 14 |    |
| NRW Trophy                |   |      | 24 |    |
| Золотой конёк Загреба     |   |      | 15 |    |
| JGP Budapest              |   | 20   |    |    |
| JGP Minsk Ice             |   | 22   |    |    |
| JGP Cup of Austria        |   |      | 20 |    |
| JGP Czech Skate           |   |      | 19 |    |
| Турнир «Warsaw Cup»       |   | 8 J. |    |    |
| Чемпионаты Северных стран |   |      |    | 10 |